# Филаделфија (Тенеси)
Филаделфија (енгл. Philadelphia) град је у америчкој савезној држави Тенеси.

## Демографија
По попису из 2010. године број становника је 656, што је 123 (23,1%) становника више него 2000. године.
| Група             | 2000.       | 2010.       |
| Белци             | 493 (92,5%) | 582 (88,7%) |
| Афроамериканци    | 22 (4,1%)   | 17 (2,6%)   |
| Азијати           | 1 (0,2%)    | 0 (0,0%)    |
| Хиспаноамериканци | 2 (0,4%)    | 46 (7,0%)   |
| Укупно            | 533         | 656         |